# Tania (geslacht)
Tania is een geslacht van schimmels in de familie Roccellaceae.

## Soorten
Volgens Index Fungorum bevat het geslacht twee soorten (peildatum maart 2023):
| Soortnaam       | Auteur(s)                  | Publicatiejaar |
| --------------- | -------------------------- | -------------- |
| Tania lanosa    | Egea, Torrente & Sipman    | 1995           |
| Tania mohamedii | H. Harada & Yoshik. Yamam. | 2006           |